# Eleonora d'Inghilterra (regina)
Eleonora Plantageneta, o d'Inghilterra o d'Aquitania (Domfront, 13 ottobre 1162 – Burgos, 25 ottobre 1214), nata principessa d'Inghilterra e d'Aquitania, fu regina consorte di Castiglia dal 1177 al 1214.

## Origine
Come riportae la Historiae Anglicanae Scriptores X, Eleonora era la sesta figlia legittima (seconda femmina) del re d'Inghilterra, duca di Normandia e conte d'Angiò, Enrico II, e della moglie, duchessa d'Aquitania e Guascogna e contessa di Poitiers, Eleonora d'Aquitania, che secondo la Chronica Albrici Monachi Trium Fontium, era la figlia primogenita del duca di Aquitania, duca di Guascogna e conte di Poitiers, Guglielmo X il Tolosano e della sua prima moglie, Aénor di Châtellerault († dopo il 1130), figlia del visconte Americo I di Châtellerault e della Maubergeon, che al momento della sua nascita era l'amante di suo nonno Guglielmo IX il Trovatore.

Enrico II, secondo il The Historical Works of Gervase of Canterbury, Vol. I era figlio di Goffredo il Bello o Plantageneto, conte di Angiò e del Maine e futuro duca di Normandia, e dell'erede al trono d'Inghilterra e al ducato di Normandia, Matilde d'Inghilterra.

Eleonora era quindi sorella di Riccardo Cuor di Leone, di Giovanni Senza Terra, di Guglielmo Plantageneto, conte di Poitiers, di Enrico il Re Giovane, di Matilde Plantageneta, di Goffredo, duca di Bretagna e di Giovanna Plantageneta.

Eleonora era anche la sorellastra per via materna di Maria di Champagne e di Alice di Francia.

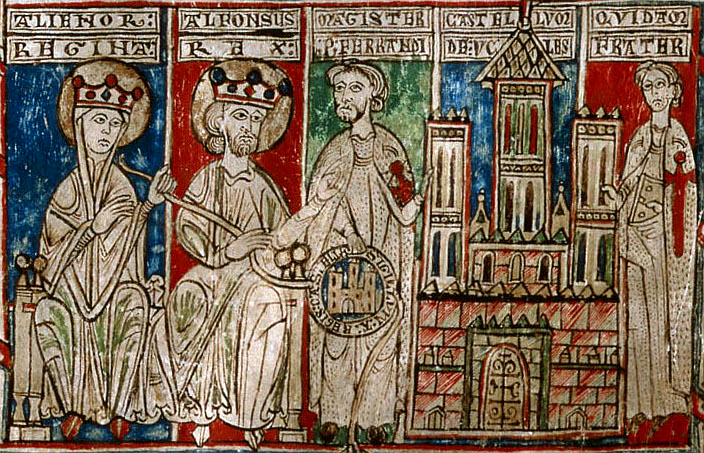
Alfonso VIII di Castiglia al centro con alla sinistra la regina Eleonora

## Biografia
Nacque nel castello di Domfront, in Normandia, presso Rouen (apud Rothomagum), il 13 ottobre 1162 e la sua nascita è descritta dal cronista inglese Matteo Paris, che riporta che ricevette il suo primo nome da quello della madre, che sembra essere stata la prima Eleonora in assoluto (infatti fu battezzata Alienor, che in "langue d'oc", significa "l'altra Aénor", che era il nome di sua madre, Aénor di Châtellerault, che poi fu francesizzato, in ”langue d'oïl”, in Eléanor) e fu battezzata da Enrico di Marcy, abate dell'abbazia cistercense di Altacomba e poi, dal 1176, di quella di Clairvaux.
Nel 1165, nell'ambito di un trattato di alleanza tra suo padre e l'imperatore del Sacro Romano Impero, Federico Barbarossa, Eleonora, di tre anni, fu fidanzata col figlio dell'imperatore, Federico V di Hohenstaufen, di appena un anno. Il fidanzamento fu rotto o per il fatto che il Barbarossa cambiò la sua politica e, nel 1169, si avvicinò al re di Francia, o forse perché proprio in quel periodo il piccolo Federico morì (decesso avvenuto tra il 1168 ed il 1170).
Comunque il cronista inglese, Matteo Paris, nel suo Matthæi Parisiensis, monachi Sancti Albani, Chronica majora scrive che già, nel 1168, era iniziata la trattativa con il giovane re di Castiglia, Alfonso VIII per un nuovo fidanzamento di Eleonora, (Eodem anno Alienor filia regis Anglia nupsit Aldefonso regi Castella), come riporta anche la Historiae Anglicanae Scriptores X, datandola 1169 (Alienor filia regis nupsit Adelfunso regi Castellæ), mentre il cronista normanno, Roberto di Torigni, scrive che le nozze furono celebrate, nel 1170 (Alienor filia Henrici, regis Anglorum, ad Hispaniam ducta est, et ab Amfurso imperatore solennità dispensata) e che lo sposo non aveva ancora quindici anni (nondum enim adimpleverat quindecim annos), mentre la sposa, non ancora otto; in quella data fu ufficializzato il fidanzamento con la promessa, da parte inglese di donare in dote ad Eleonora il ducato di Guascogna, come riporta la Crónica latina de los reyes de Castilla.
Nel settembre del 1177, Eleonora, a quindici anni non ancora compiuti, a Burgos, divenne quindi regina consorte di Castiglia, sposando il re di Castiglia, Alfonso VIII, che, secondo la cronaca di Alberico delle Tre Fontane,
era figlio del re di Castiglia Sancho III e della moglie (il matrimonio viene confermato dal documento nº 56 del Recueil des chartes de l'abbaye de Silos -Rex Sancius... Regina domna Blanca uxor regis-) Bianca di Navarra, che, secondo gli Annales Compostellani era figlia del re di Navarra, García IV Ramírez (Regina Branca mater istius Aldefonsi Regis Castellæ…fuit filia Garsiæ Regis Navarræ)) e della moglie, Margherita de l'Aigle (?-25 maggio 1141), figlia di Gibert de l'Aigle e Giuliana di Perche.

Il matrimonio era stato combinato per ragioni politiche: per garantire sicurezza ai confini pirenaici, Eleonora aveva portato in dote il ducato di Guascogna.

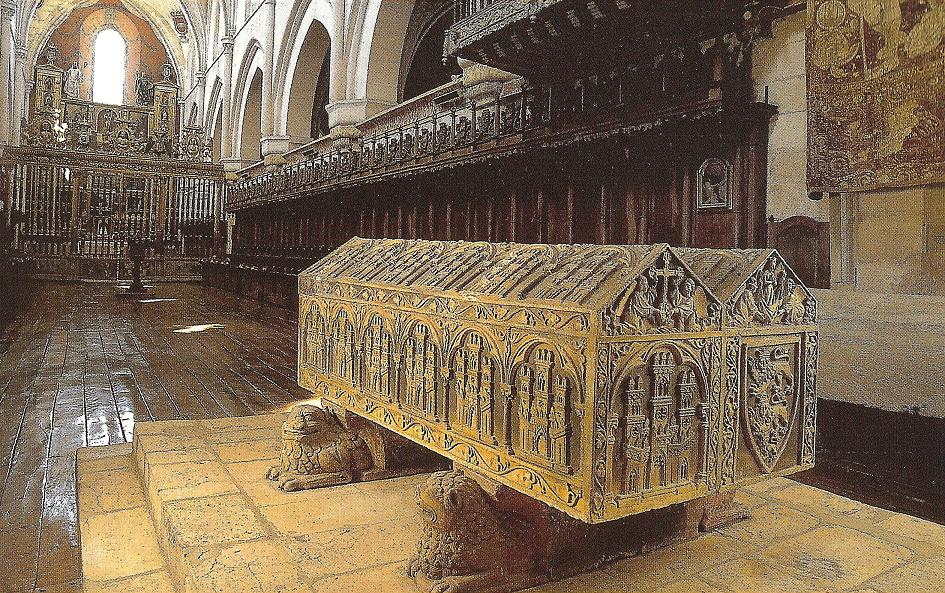
Sepolcro che contiene i resti della regina Eleonora e del marito, Alfonso VIII di Castiglia. Monastero de las Huelgas di Burgos.

Secondo il documento nº 2 delle Publicaciones de la Institución Tello Téllez de Meneses, no. 51 (1984) ("San Nicolás del Real Camino"), datato 26 gennaio 1183, Eleonora, assieme al marito, Alfonso VIII, fecero una donazione ai cavalieri templari.
Eleonora ebbe grande potere e influenza politica e fu comunque molto legata al marito, tanto che quando questi morì lei fu così devastata dal dolore da non riuscire a presiedere alla sua sepoltura, di cui si occupò la figlia Berenguela; Eleonora, come riporta lo storico Rafael Altamira, era rimasta vedova nell'ottobre 1214; secondo gli Annales Compostellani, morì a Gutierre-Muñoz, il 6 ottobre del 1214 (Era MCCLII Aldefonsus Rex Castellæ III Non Oct), mentre gli Anales toledanos riportano la morte il 5 ottobre in prossimità di Arévalo, nella Provincia di Avila(Muriò el Rey D. Alfonso en una aldea de Avila....en V dia de Octubre. Era MCCLII).
Eleonora si ammalò e, secondo gli Annales Compostellani, morì, 28 giorni dopo il marito, il 2 novembre 1214 (Era MCCLII... Regina Alienor uxor Aldefonsi Regis Castellæ II kal Novembris), mentre secondo gli Annali toledani Eleonora morì negli ultimi giorni di ottobre del 1214 (Muriò la Reyna Doña Lionor, muggier del Rey D. Alfonso, Viernes el postrimer dia de Octubre. Era MCCLII).
Eleonora fu sepolta accanto al marito, Alfonso VIII, nell'Abbazia di Santa María la Real de Las Huelgas, a Burgos, da lui fondata nel 1180, come riporta La web de las biografias.

## Figli
Ad Alfonso Eleonora diede dieci o undici figli:
- Berenguela (1180-1246), regina di Castiglia[30];
- Sancho (aprile 1181-luglio 1181)[31];
- Sancha (1182-1183/1184), citata nel documento nº 2 delle Publicaciones de la Institución Tello Téllez de Meneses, no. 51 (1984) ("San Nicolás del Real Camino")[20];
- Enrico (1184- circa 1192), citato nel documento n° CLVI dell'appendice delle Antiguedades de España[32];
- Urraca (1186/1187-1220), sposò Alfonso II del Portogallo[30][33];
- Bianca (1188-1252), sposò re Luigi VIII di Francia[30];
- Fernando (1189-1211) citato nelle Memorias de las Reynas Catholicas[34];
- Mafalda (1191?-1204). Quando morì era fidanzata con l'erede al trono di León, Ferdinando di León (1192 - agosto 1214), come riporta lo storico, Szabolcs de Vajay;
- Costanza (1195-1243), monaca cistercense nell'Abbazia di Santa María la Real de Las Huelgas di Burgos, come riporta il Chronicon mundi di Lucas de Tuy;
- Eleonora (1200-1244), sposò re Giacomo I d'Aragona[30];
- Enrico (1204-1217), re di Castiglia[21].

## Ascendenza
|                          |                          |                                     | Genitori                      |  |  | Nonni |  |  | Bisnonni        |  |  | Trisnonni        |  |
|                          |                          |                                     |                               |  |  |       |  |  | Folco V d'Angiò |  |  | Folco IV d'Angiò |  |
|                          |                          |                                     |                               |  |  |       |  |  | Folco V d'Angiò |  |  | Folco IV d'Angiò |  |
|                          |                          | Bertrada di Montfort                |                               |  |  |       |  |  | Folco V d'Angiò |  |  |                  |  |
| Goffredo V d'Angiò       |                          |                                     |                               |  |  |       |  |  | Folco V d'Angiò |  |  |                  |  |
|                          |                          | Eremburga del Maine                 | Elia I del Maine              |  |  |       |  |  |                 |  |  |                  |  |
|                          |                          | Eremburga del Maine                 | Elia I del Maine              |  |  |       |  |  |                 |  |  |                  |  |
|                          |                          | Eremburga del Maine                 | Matilda di Château-du-Loir    |  |  |       |  |  |                 |  |  |                  |  |
| Enrico II d'Inghilterra  |                          | Eremburga del Maine                 |                               |  |  |       |  |  |                 |  |  |                  |  |
|                          |                          | Enrico I d'Inghilterra              | Guglielmo I d'Inghilterra     |  |  |       |  |  |                 |  |  |                  |  |
|                          |                          | Enrico I d'Inghilterra              | Guglielmo I d'Inghilterra     |  |  |       |  |  |                 |  |  |                  |  |
|                          |                          | Enrico I d'Inghilterra              | Matilde delle Fiandre         |  |  |       |  |  |                 |  |  |                  |  |
| Matilde d'Inghilterra    |                          | Enrico I d'Inghilterra              |                               |  |  |       |  |  |                 |  |  |                  |  |
|                          |                          | Matilde di Scozia                   | Malcolm III di Scozia         |  |  |       |  |  |                 |  |  |                  |  |
|                          |                          | Matilde di Scozia                   | Malcolm III di Scozia         |  |  |       |  |  |                 |  |  |                  |  |
|                          |                          | Matilde di Scozia                   | Margaret di Scozia            |  |  |       |  |  |                 |  |  |                  |  |
| Eleonora d'Inghilterra   |                          | Matilde di Scozia                   |                               |  |  |       |  |  |                 |  |  |                  |  |
|                          | Guglielmo IX d'Aquitania | Guglielmo VIII di Aquitania         |                               |  |  |       |  |  |                 |  |  |                  |  |
|                          | Guglielmo IX d'Aquitania | Guglielmo VIII di Aquitania         |                               |  |  |       |  |  |                 |  |  |                  |  |
|                          | Guglielmo IX d'Aquitania | Hildegarda di Borgogna              |                               |  |  |       |  |  |                 |  |  |                  |  |
| Guglielmo X di Aquitania | Guglielmo IX d'Aquitania |                                     |                               |  |  |       |  |  |                 |  |  |                  |  |
|                          |                          | Filippa di Tolosa                   | Guglielmo IV di Tolosa        |  |  |       |  |  |                 |  |  |                  |  |
|                          |                          | Filippa di Tolosa                   | Guglielmo IV di Tolosa        |  |  |       |  |  |                 |  |  |                  |  |
|                          |                          | Filippa di Tolosa                   | Emma di Mortain               |  |  |       |  |  |                 |  |  |                  |  |
| Eleonora d'Aquitania     |                          | Filippa di Tolosa                   |                               |  |  |       |  |  |                 |  |  |                  |  |
|                          |                          | Aimery I, Visconte di Châtellerault | Boson II de Châtellerault     |  |  |       |  |  |                 |  |  |                  |  |
|                          |                          | Aimery I, Visconte di Châtellerault | Boson II de Châtellerault     |  |  |       |  |  |                 |  |  |                  |  |
|                          |                          | Aimery I, Visconte di Châtellerault | Alienor de Thouars            |  |  |       |  |  |                 |  |  |                  |  |
| Aénor di Châtellerault   |                          | Aimery I, Visconte di Châtellerault |                               |  |  |       |  |  |                 |  |  |                  |  |
|                          |                          | Dangerose de l'Isle Bouchard        | Barthelemy de L'Isle Bouchard |  |  |       |  |  |                 |  |  |                  |  |
|                          |                          | Dangerose de l'Isle Bouchard        | Barthelemy de L'Isle Bouchard |  |  |       |  |  |                 |  |  |                  |  |
|                          |                          | Dangerose de l'Isle Bouchard        | Gerberge de Blaison           |  |  |       |  |  |                 |  |  |                  |  |
|                          |                          | Dangerose de l'Isle Bouchard        |                               |  |  |       |  |  |                 |  |  |                  |  |

### Fonti primarie
- (LA)  Chronique de Robert de Torigni, abbé du Mont-Saint-Michel ; suivie de divers opuscules historiques de cet auteur et de plusieurs religieux de la même abbaye. Tome 2.
- (LA)  Monumenta Germaniae Historica, Scriptores, tomus XXIII.
- (LA)  Recueil des chartes de l'abbaye de Silos.
- (LA)  Historia de los reyes de Castilla y de Leon, Volume 1
- (LA)  #ES España sagrada, Volume 23.
- (LA)  #ES San Nicolás del Real Camino
- (LA)  #ES Antiguedades de España
- (LA) Matthæi Parisiensis, monachi Sancti Albani, Chronica majora
- (LA) #ES Historiae Anglicanae Scriptores X
- (LA)  The Historical Works of Gervase of Canterbury, Vol. I

### Letteratura storiografica
- Fraser, Antonia. The Middle Ages, A Royal History of England.
- Rada Jiménez, Rodrigo. Historia de los hechos de España.
- Wheeler, Bonnie. Eleanor of Aquitaine: Lord and Lady, 2002
- Frederick Maurice Powicke, "I regni di Filippo Augusto e Luigi VIII di Francia", in Storia del mondo medievale, vol. V, 1999, pp. 776–828
- (ES)  #ES Memorias de las reynas catholicas, vol. 1
- (PT)  Nobiliario del Conde de Barcelos Don Pedro, Hijo del Rey Don Dionisio, Reyes de Portugal
- (ES) Crónica latina de los reyes de Castilla.